# Eudorylas gressitti
Eudorylas gressitti är en tvåvingeart som först beskrevs av Hardy 1956.  Eudorylas gressitti ingår i släktet Eudorylas och familjen ögonflugor.
Artens utbredningsområde är Guam. Inga underarter finns listade i Catalogue of Life.